# STS-70

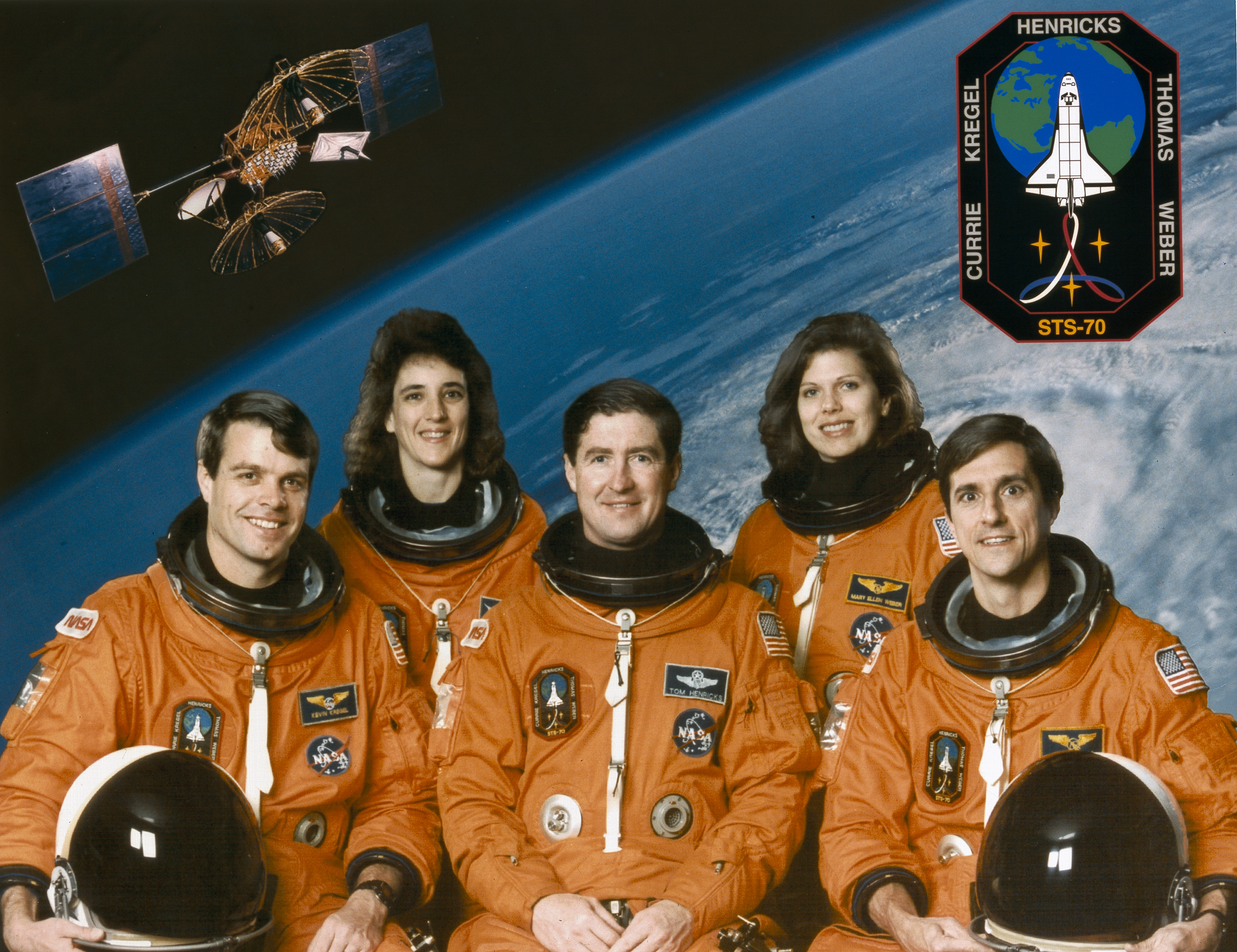
Екіпаж STS-70

«STS-70» — космічний політ шатла «Діскавері» за програмою «Спейс Шаттл».

## Екіпаж
- Хенрікс Теренс Томас (3), командир
- Крегель Кевін Річард (1), пілот
- Ненсі Джейн Каррі (2), спеціаліст з програмою польоту
- Томас Доналд Алан (2), спеціаліст з програмою польоту
- Уебер, Мері Еллен (1), спеціаліст з програмою польоту

## Галерея

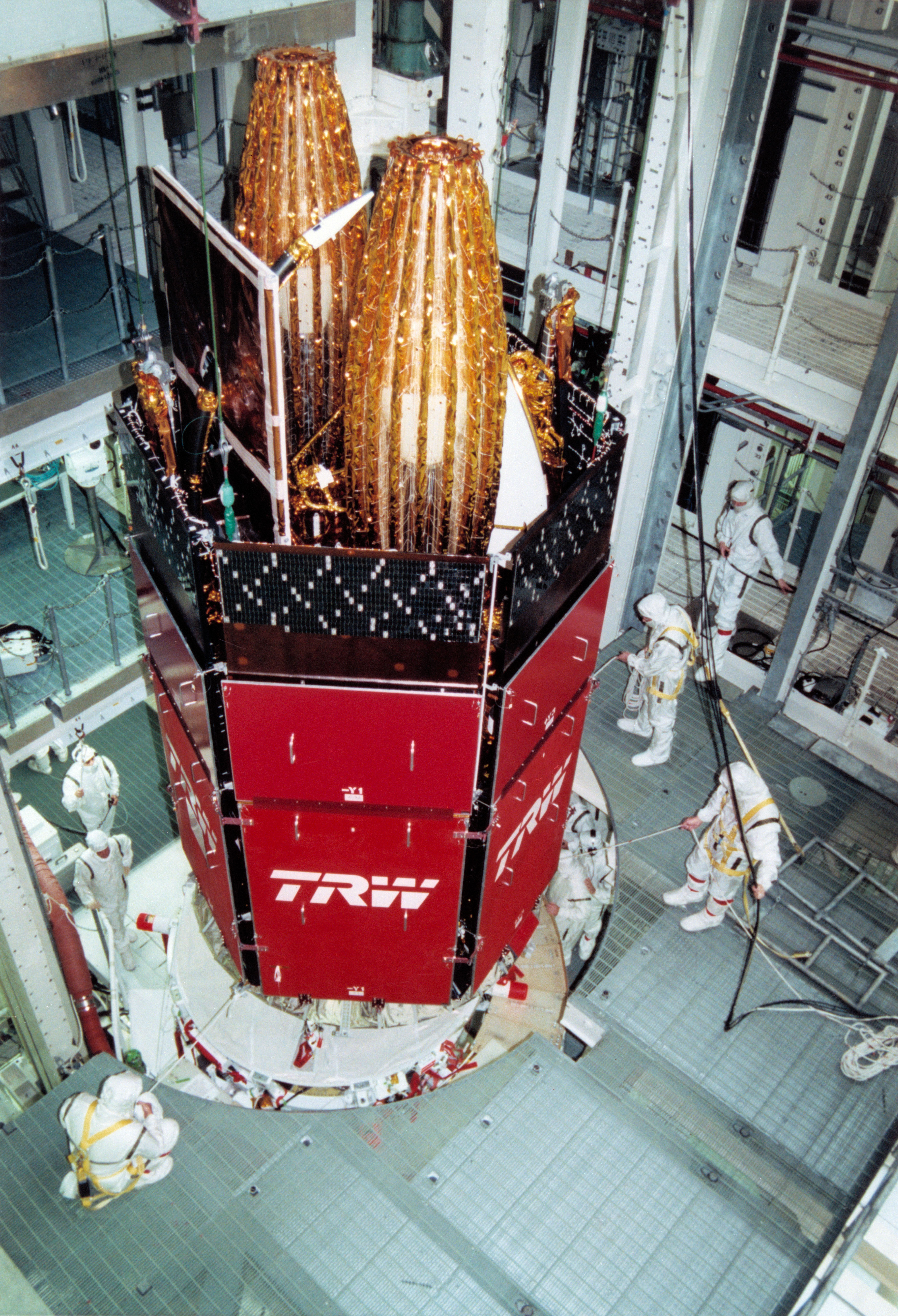
Супутник TDRS-G.
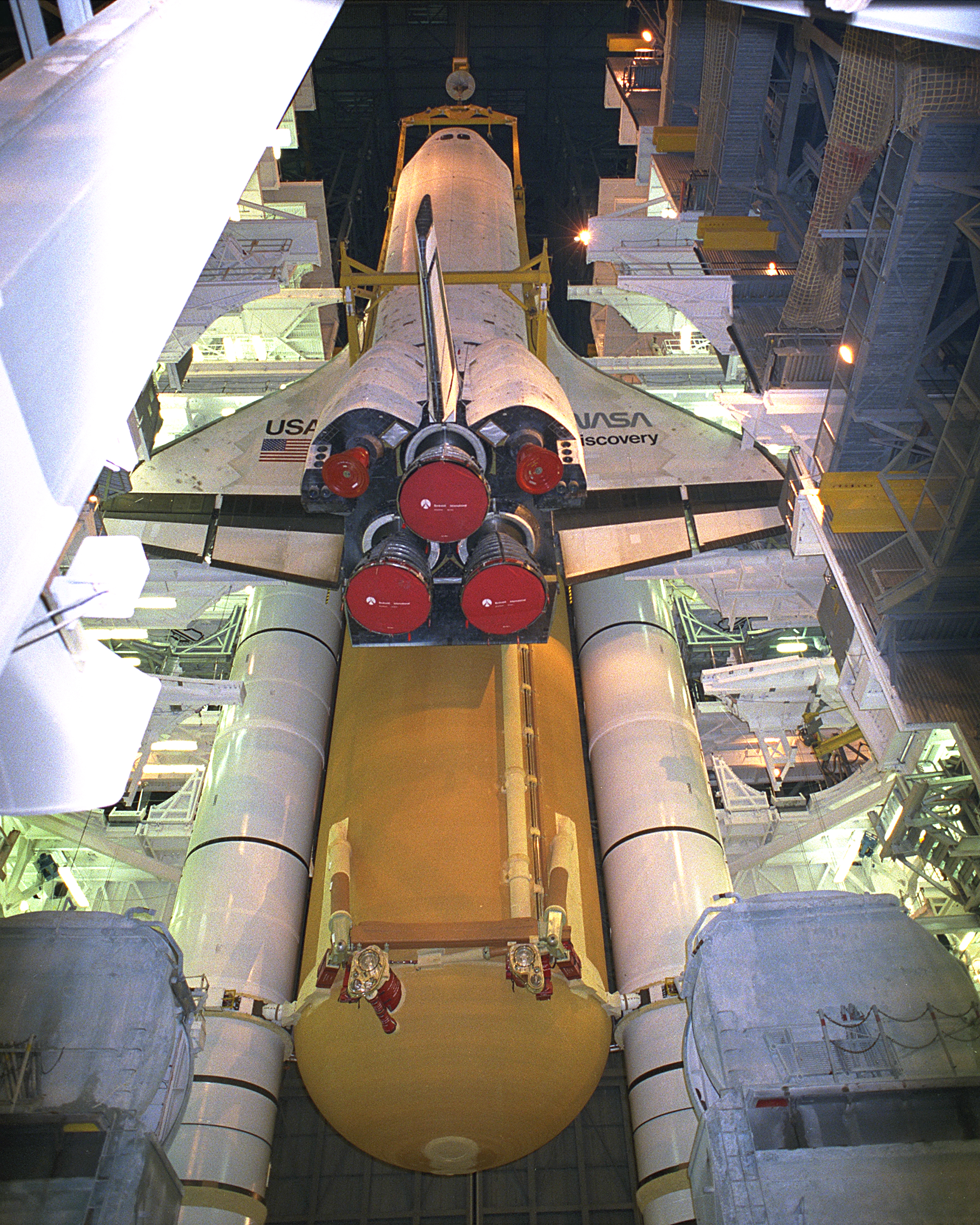
«Діскавері» опускають у положення для з'єднання із зовнішнім паливним баком.
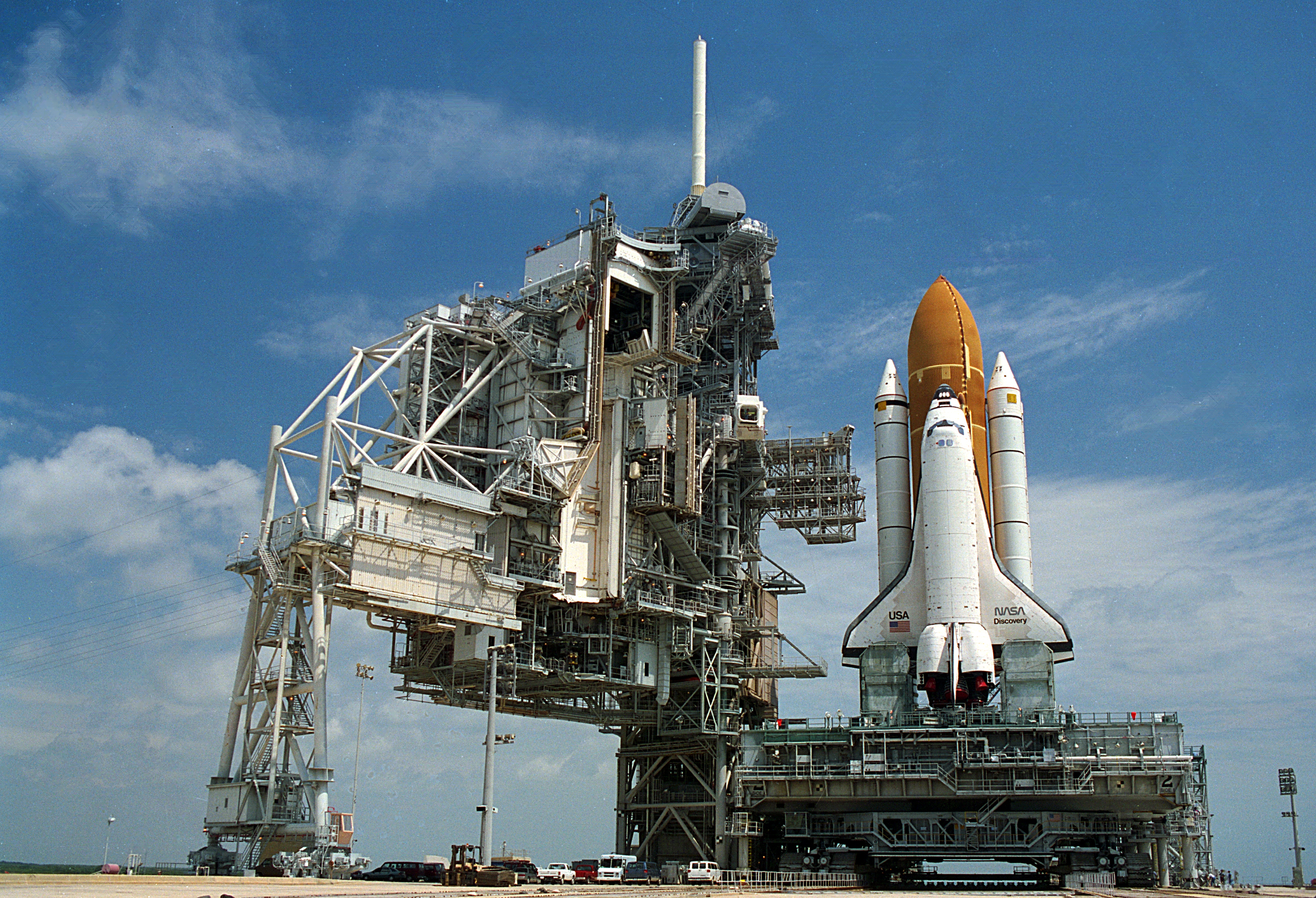
Викочування STS-70 на гусеничному транспортері з мобільною пусковою платформою на стартовий майданчик 39B.
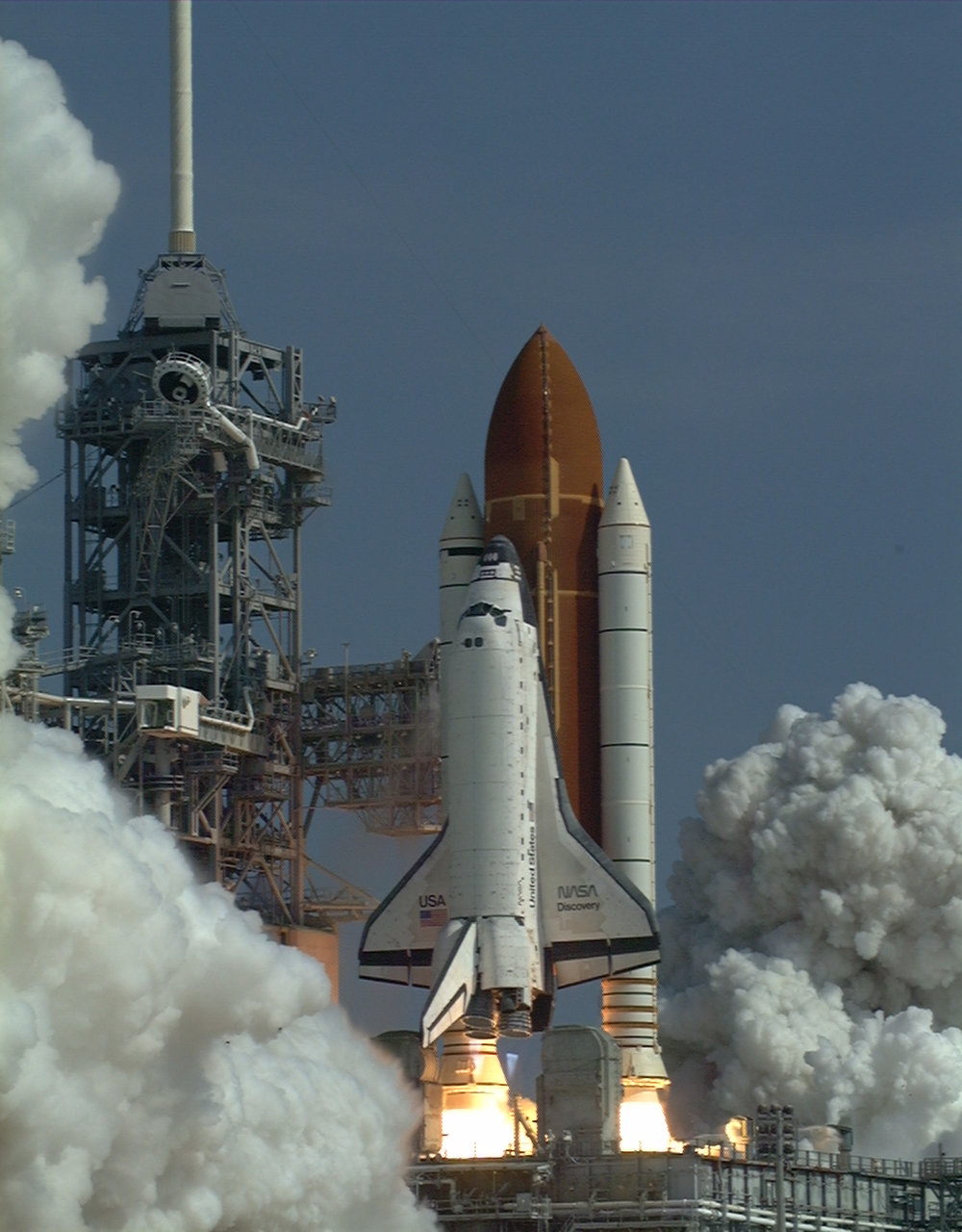
Запуск космічного шаттла «Діскавері» STS-70. Знято однією з перших цифрових камер Nikon E2.
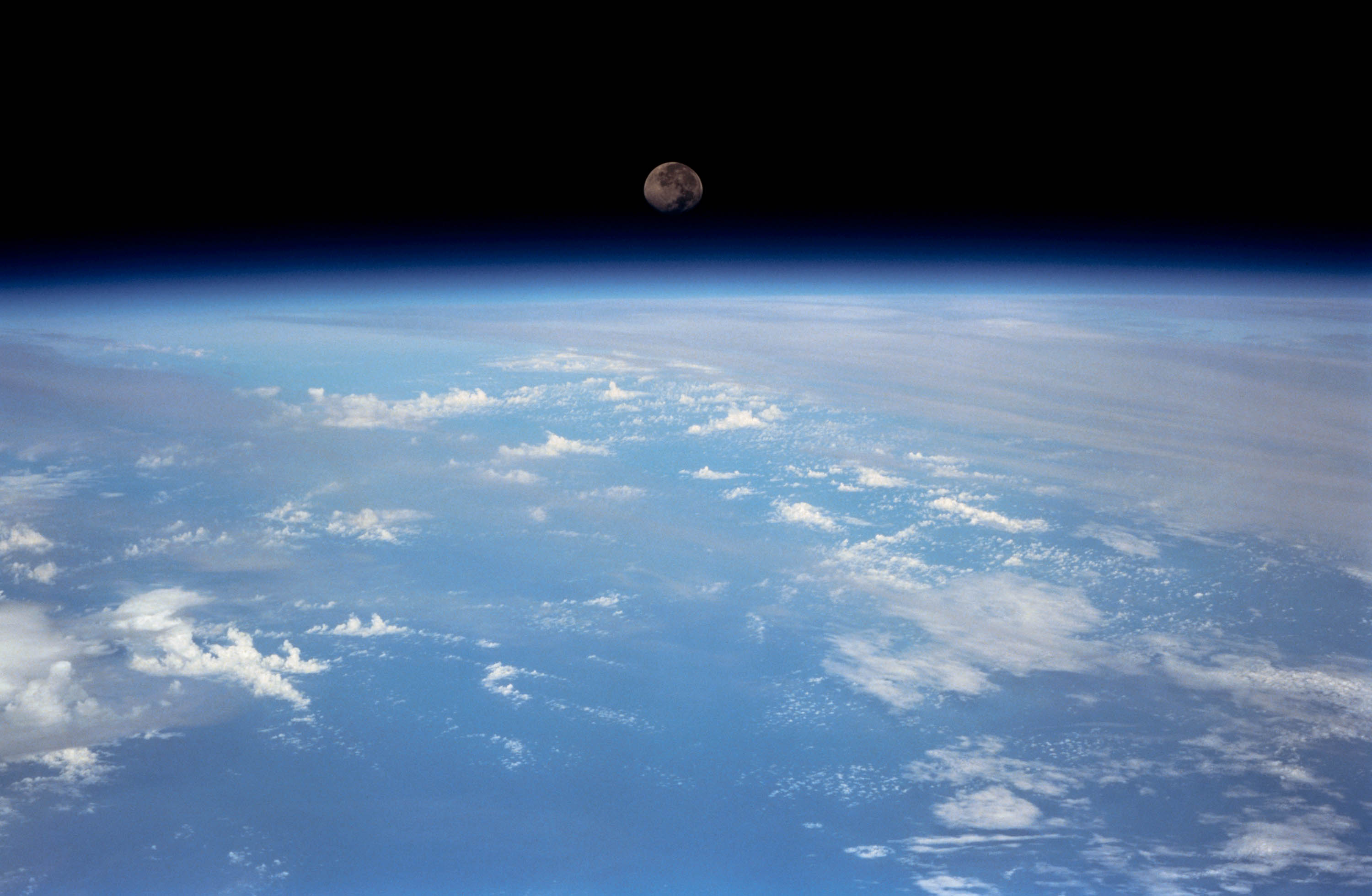
Схід Місяця з орбітального супутника.
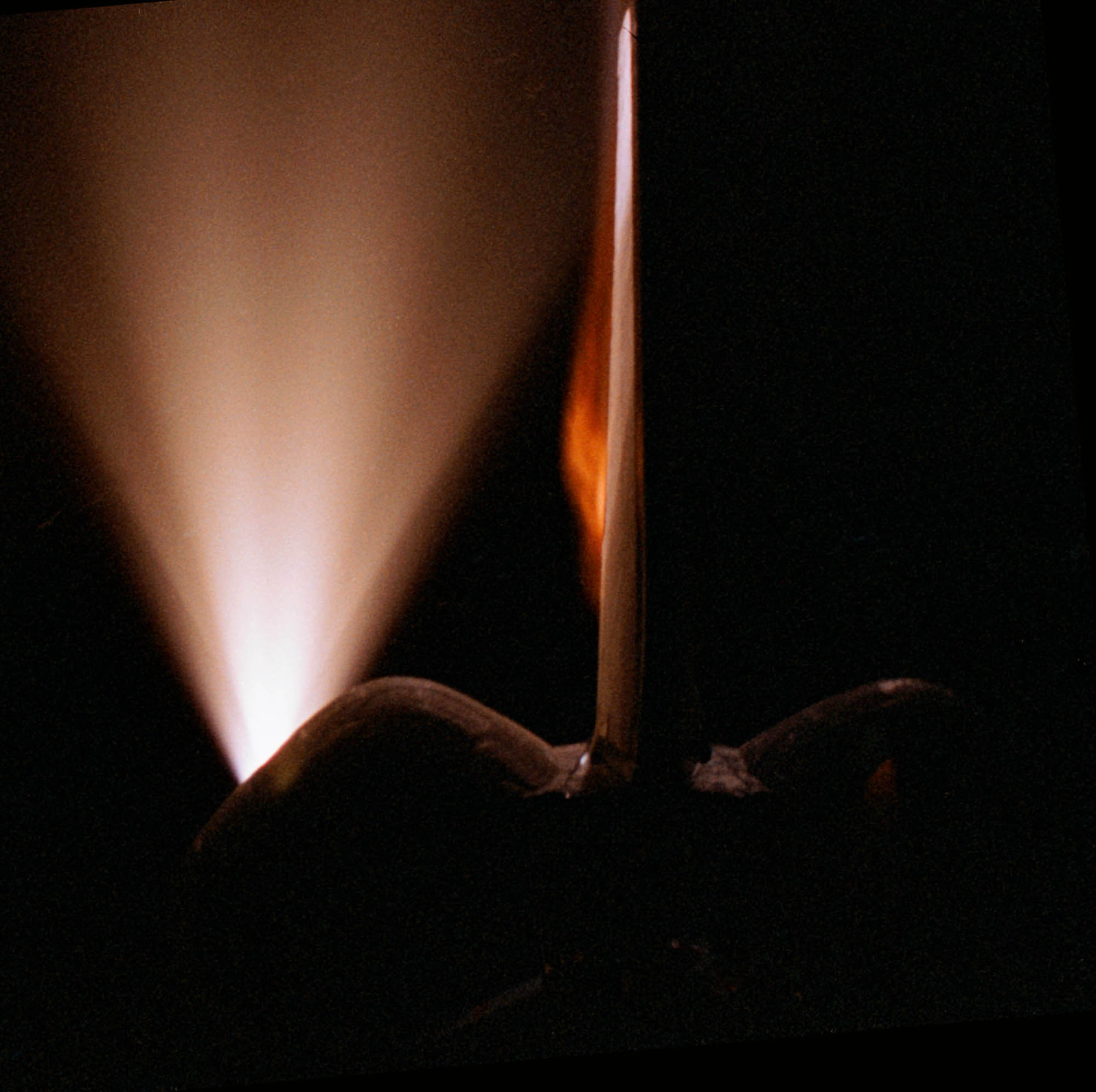
Запуск рушія сфотографовано на підтримку експерименту WINDEX.
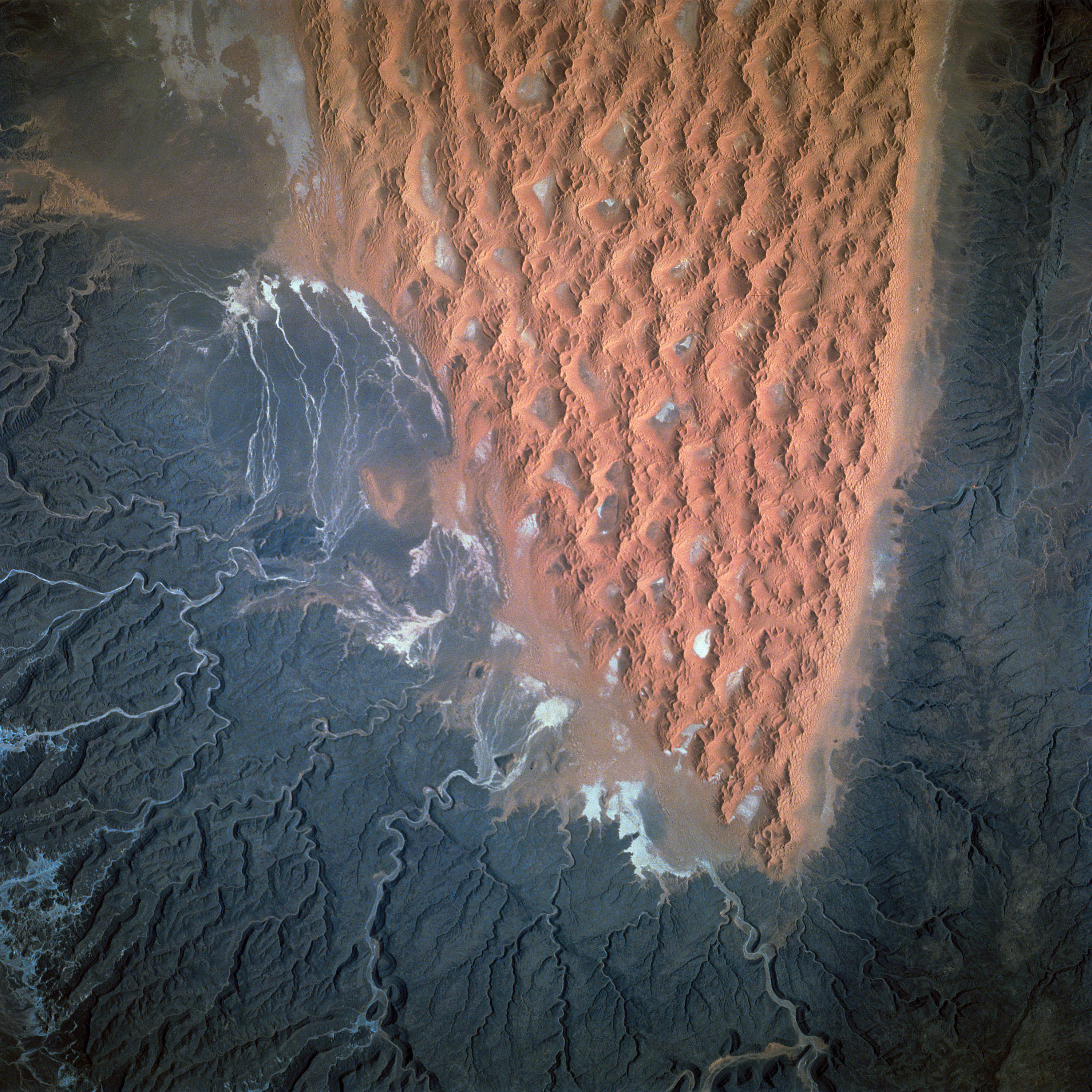
Дюнні поля в Алжирі.
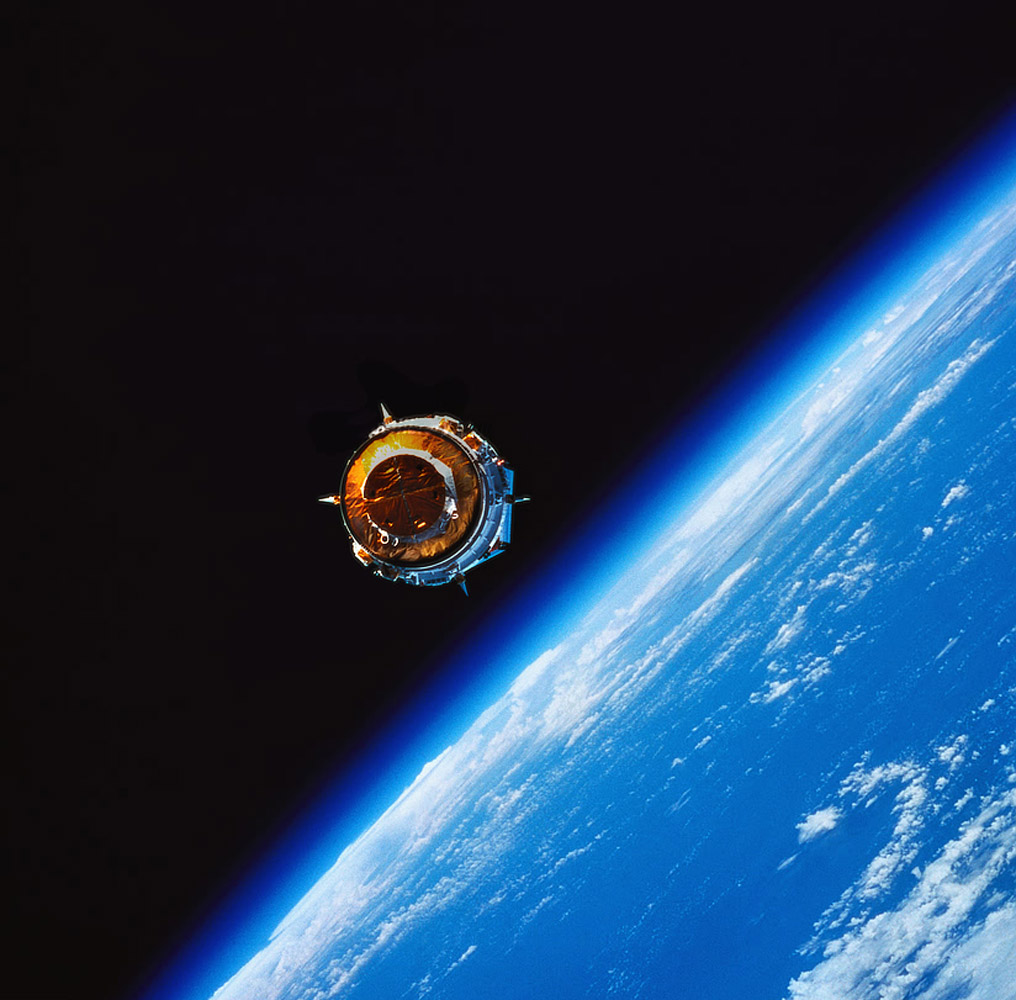
TDRS віддаляється після розгортання.
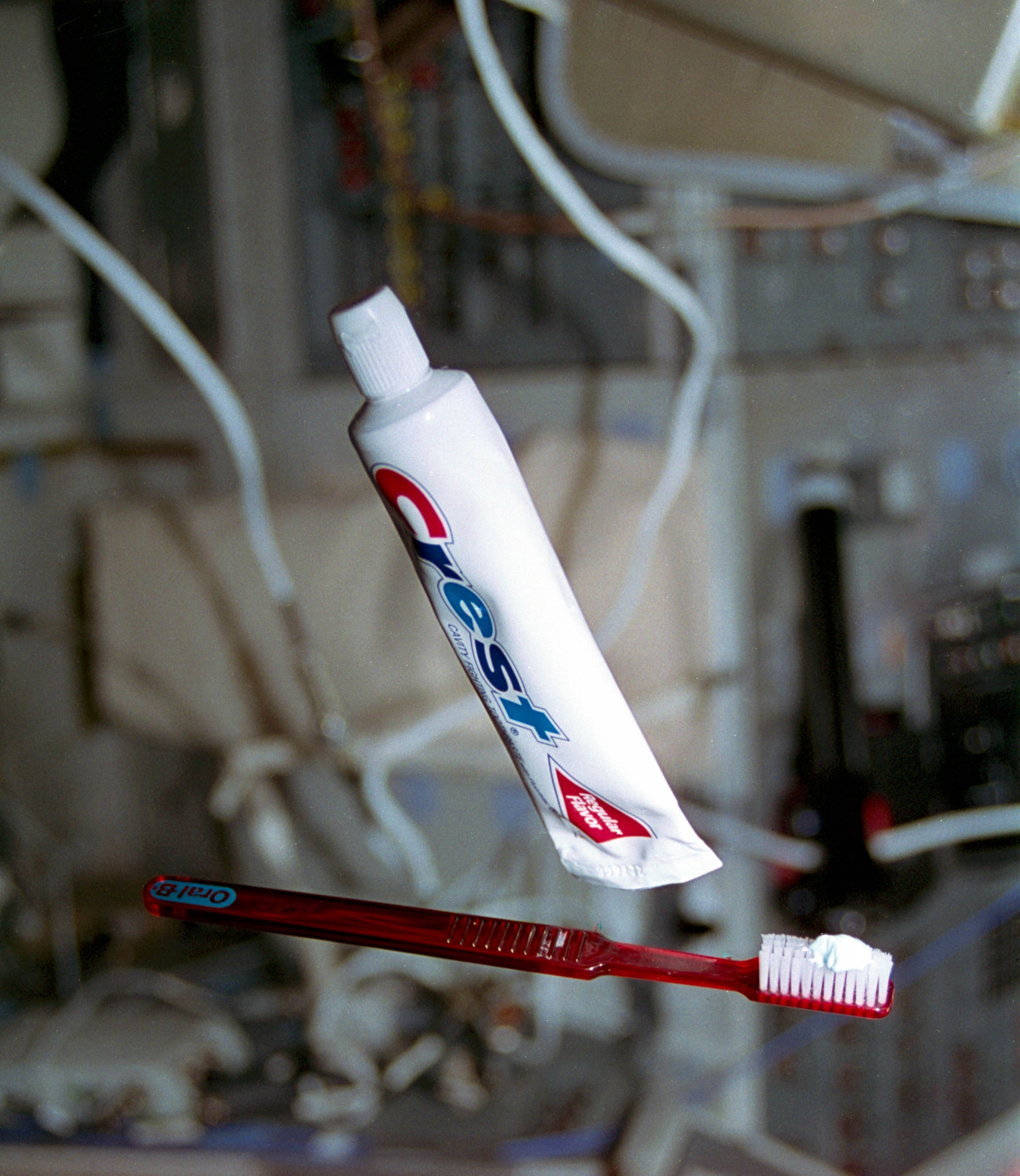
Зубна щітка і тюбик зубної пасти плавають у мікрогравітації.